# Pôle d'équilibre territorial et rural Midi-Quercy
Le PETR Midi-Quercy désigne un Pôle d'équilibre territorial et rural et anciennement un pays, au sens aménagement du territoire.

## Localisation
Le PETR Midi-Quercy (ex-Pays Midi-Quercy) est situé à l'est du département de la Tarn-et-Garonne à l'est de Montauban c'est un territoire rural passant d'une économie agricole à une économie résidentielle.

## Description
La notion de pays s’inscrit dans un cadre national. Les pays sont des associations qui existent depuis que la loi Voynet a mis en place ce dispositif. L’ensemble du territoire français a donc un maillage constitué de pays.
- Date de reconnaissance : décembre 2002
- Surface : 1 189 km²
- Population : 44 541 habitants (2007)[2]
- Villes principales :  Caussade, Nègrepelisse, Saint-Étienne-de-Tulmont

Il a pour objet la contractualisation des projets pays et le Schéma de Cohérence Territoriale. Sous forme de syndicat mixte, les élus du territoire définissent un projet d'aménagement et de développement durable.

## Communes membres
Il regroupe 4 communautés de communes (48 communes)
- Communauté de communes du Quercy caussadais
- Communauté de communes du Quercy Rouergue et des gorges de l'Aveyron
- Communauté de communes du Quercy vert
- Communauté de communes Terrasses et Vallée de l'Aveyron
- ainsi que Montrosier, commune riveraine du département du Tarn.